# West Peavine
West Peavine és una concentració de població designada pel cens dels Estats Units a l'estat d'Oklahoma. Segons el cens del 2000 tenia 225 habitants.

## Demografia
Segons el cens del 2000, West Peavine tenia 225 habitants, 94 habitatges, i 70 famílies. La densitat de població era d'11,2 habitants per km².
Dels 94 habitatges en un 28,7% hi vivien nens de menys de 18 anys, en un 60,6% hi vivien parelles casades, en un 9,6% dones solteres, i en un 25,5% no eren unitats familiars. En el 24,5% dels habitatges hi vivien persones soles el 10,6% de les quals corresponia a persones de 65 anys o més que vivien soles. El nombre mitjà de persones vivint en cada habitatge era de 2,39 i el nombre mitjà de persones que vivien en cada família era de 2,79.
Per edats la població es repartia de la següent manera: un 21,8% tenia menys de 18 anys, un 11,1% entre 18 i 24, un 23,6% entre 25 i 44, un 28,4% de 45 a 60 i un 15,1% 65 anys o més.
L'edat mediana era de 38 anys. Per cada 100 dones de 18 o més anys hi havia 114,6 homes.
La renda mediana per habitatge era de 18.750 $ i la renda mediana per família de 18.333 $. Els homes tenien una renda mediana de 21.607 $ mentre que les dones 31.667 $. La renda per capita de la població era de 13.219 $. Entorn del 26,9% de les famílies i el 26,4% de la població estaven per davall del llindar de pobresa.

## Poblacions més properes
El següent diagrama mostra les poblacions més properes.